# 怀仁市第一中学校
怀仁市第一中学校，简称怀仁一中，建于1955年，是山西省怀仁市的一所高中，现为山西省示范高中。学校现设迎宾校区（本部）和云东校区两个校区，云东校区位于怀仁市云东经济开发区，属于民办普通高中学校 ，怀仁一中本部则属于公办，位于怀仁县迎宾东街77号。

## 校史
怀仁一中建于1955年秋，初建时名为“怀仁中学”，校址在县城内北街的耶酥堂内，设6个教学班，教职工30人。1956年，学校在怀仁县城东关兴建新校址，并在1958年建成后迁入，即怀仁一中现址。同年学校新设了1个高中班，因大同县与怀仁县合并为大仁县，学校随之改为“大仁一中”。1959年，高中班并入大同一中，学校改名为“大同市第九中学”。1964年，随着怀仁县县级区划的恢复，学校改回“怀仁中学”原名。1965年，学校重设高中班。并在1977年怀仁县新设怀仁二中之后改名为“怀仁一中”。1983年，学校改为完全高中。1995年，学校成为首批山西省德育示范学校；1996年学校又成为山西省教育工作先进单位；1997年、1998年又获得了山西省精神文明建设标兵单位、山西省教育红旗单位的称号。1999年后被评为全国劳动技术教育先进集体、山西省新课程试验学校、全国德育工作先进集体、山西省研究性学习课程实验基地、招飞工作先进学校、山西省依法治理示范单位。 学校的高考成绩也连年位居朔州市和雁北地区第一。 2004年9月，怀仁一中成为山西省首批省级示范高中。